# 空間論的転回
空間論的転回（くうかんろんてきてんかい、英語: Spatial turn）とは、1980年代後半から1990年代にかけて、社会学・地理学・人類学・カルチュラルスタディーズ・メディア論といった人文社会科学において盛んにみられた、空間を動的かつ関係的なものとして捉え直すことを通じて、「社会的なもの」の再考をはかるアプローチのことである。1989年、地理学者のエドワード・ソジャが『ポストモダン地理学』において提唱した。
ルネ・デカルトにはじまる近代的知において、空間はもっぱら固定された不動のものとして理解され、「社会的なもの」はもっぱら空間という不動の領域のなかでおこなわれる、時間的なものとして位置づけられた。「空間論的転回」とは、ソジャのいうところの「時間論優位の没空間的偏向」から脱却し、動的で複雑な場として空間を理解しようとするアプローチである。空間論的転回の議論は、フランスのマルクス主義思想家であるアンリ・ルフェーブルの空間論により方向づけられたものである。ルフェーブルはマルクス主義における「生産」の概念を、製造や労働だけでなくより広範な対象に適用できるものであるとして拡張し、空間もまた「《生産者》の観点や利害関係にそって生産されてきた生産物」であると論じた。空間を社会的諸関係が生産され、再生産されるメディアとして定義しなおしたルフェーブルの思想は、社会と空間の関係性について問い直す空間論的転回というアプローチにおける重要な参照点として機能した。